# Donkere spaandermot
De donkere spaandermot (Blastobasis adustella) is een vlinder uit de familie spaandermotten (Blastobasidae). De wetenschappelijke naam is voor het eerst geldig gepubliceerd in 1894 door Walsingham.
De soort komt voor in Europa.